# Diez Anillos (organización)
Los Diez Anillos son una organización ficticia en Marvel Cinematic Universe (MCU). Es una organización criminal clandestina fundada hace mil años por el inmortal señor de la guerra Xu Wenwu y lleva el nombre de sus místicos diez anillos. Una creación original para el MCU, el nombre del grupo es un homenaje a los diez anillos cósmicos del Mandarín en Marvel Comics.
La organización apareció en las películas de Iron Man (2008), Iron Man 2 (2010), Iron Man 3 (2013), Ant-Man (2015), la serie animada What If...? (2021),  Shang-Chi y la leyenda de los Diez Anillos (2021); así como el One-Shot All Hail the King (2014) y la miniserie de Ms. Marvel (2022). Los Diez Anillos se integraron más tarde en la corriente principal del Universo Marvel.

## Concepto y creación
El estreno de Iron Man de Marvel Comics en Tales of Suspense #39 (portada con fecha de marzo de 1963) fue una colaboración entre el editor y guionista Stan Lee, el guionista Larry Lieber, el dibujante Don Heck y el dibujante y diseñador de personajes Jack Kirby _ En su historia de origen, el rico industrial Tony Stark es herido y hecho prisionero por fuerzas hostiles en la guerra de Vietnam, pero escapa de sus captores después de construir y ponerse un traje de armadura de poder. Debido a la línea de tiempo flotante del Universo Marvel, los escritores han actualizado la guerra y el lugar en el que Stark está herido y construye su armadura. En la historia original de 1963, era la Guerra de Vietnam. En la década de 1990, se actualizó para ser la primera Guerra del Golfo, y en la década de 2000 se actualizó nuevamente para ser la guerra en Afganistán.
El guionista Alfred Gough dijo en 2007 que había desarrollado una película de Iron Man para New Line Cinema que incluía al Mandarín como villano, concibiendo al personaje como un terrorista indonesio más joven que se hacía pasar por un playboy rico que Tony Stark conocía. Sin embargo, mientras trabajaba en Iron Man (2008), el director Jon Favreau omitió el Mandarín en favor de Obadiah Stane como el principal antagonista de la película, creyendo que el personaje y los elementos de fantasía de sus anillos parecían poco realistas y más apropiados para una secuela con un tono alterado. En cambio, se hace referencia al Mandarín a través del grupo terrorista Diez Anillos en la película, inspirado en los diez anillos del Mandarín. El Mandarín originalmente había sido imaginado como un rival de Tony Stark con un edificio propio justo al lado de Industrias Stark, con el Mandarín eventualmente perforando un agujero debajo de Industrias Stark para robar toda la tecnología de Stark para sí mismo; El productor asociado Jeremy Latchman describió esa historia como "locamente terrible" y "decepcionante". Favreau sintió que solo en una secuela, con un tono alterado, la fantasía de los anillos del Mandarín sería apropiada.  La decisión de relegarlo a un segundo plano es comparable a Sauron en El Señor de los Anillos, o Palpatine en Star Wars. Debido al escenario de las películas de Iron Man en Afganistán, los Diez Anillos se representan como un grupo terrorista del Medio Oriente; El logotipo del grupo constaba de Diez Anillos entrelazados adornados con escritura mongola, un huevo de Pascua a las afirmaciones del Mandarín de ser descendientes de Genghis Khan en los cómics. Tras las quejas del gobierno de Mongolia sobre el uso del idioma relacionado con el terrorismo después del lanzamiento de Iron Man 3 (2013), Marvel emitió una disculpa. Las representaciones posteriores de los Diez Anillos dejaron de tener connotaciones con el terrorismo de Oriente Medio y los miembros de la organización fueron rediseñados para parecerse a los de una organización criminal clandestina moderna.
En el panel Comic-Con de San Diego de Marvel Studios en julio de 2019, se anunció la película Shang-Chi y la leyenda de los Diez Anillos (2021), lo que confirma el regreso de los Diez Anillos. Kevin Feige destacó el papel de la organización Diez Anillos en todo el MCU y dijo que el Mandarín se presentaría en esta película con el actor de Hong Kong Tony Leung en el papel. El nombre real del personaje "Wenwu" fue revelado por Feige durante el Día del Inversionista de Disney en diciembre de 2019. Debido al casting de Leung y la decisión de convertir a Shang-Chi en el hijo del Mandarín en lugar de Fu Manchú (más tarde rebautizado como Zheng Zu), los Diez Anillos fueron completamente rediseñados para tener una auténtica influencia china, con sus miembros muy parecidos a Si-Fan, la organización criminal que el padre de Shang-Chi dirigió en la serie Master of Kung Fu. El logotipo de los Diez Anillos se actualizó de la escritura mongola a caracteres chinos "inofensivos" que eran sinónimos de fuerza o poder escritos en escritura de sellos antiguos.
Wenwu dice que también lo llamaban "Maestro Khan", un seudónimo utilizado en la continuidad principal. Esta es una posible alusión a la idea de que Wenwu es el propio Genghis Khan. En Iron Man (2008), Raza también menciona el imperio de Genghis Khan.

## Historia de la organización ficticia

### Origen
Hace miles de años, Xu Wenwu encuentra los Diez Anillos, armas místicas que otorgan inmortalidad y gran poder a su usuario. Wenwu reúne un ejército de guerreros, llamado así por sus Diez Anillos, y conquista muchos reinos y derroca gobiernos a lo largo de la historia. En 1996, Wenwu intenta invadir el reino místico de Ta-Lo, pero es detenido y derrotado por la guardiana de la aldea, Ying Li. Wenwu y Li se enamoran; Prohibido establecerse en Ta Lo debido a su pasado de señor de la guerra, Wenwu se lleva a Li con él a su casa en China, donde se casan y tienen dos hijos, Shang-Chi y Xialing. Contento con su nueva vida, Wenwu entrega sus armas y desactiva la organización Diez Anillos para estar con su familia. Cuando Li es asesinada por la tríada Iron Gang, viejos rivales de los Diez Anillos, Wenwu toma sus anillos y reactiva la organización de los Diez Anillos, con Shang-Chi entrenado en artes marciales como asesino por Death-Dealer; Xialing tiene prohibido entrenar debido a que le recuerda demasiado a Li a Wenwu. Cuando Shang-Chi tiene 14 años, Wenwu lo envía a matar al líder de Iron Gang y vengar a Li. A pesar de su éxito, Shang-Chi está traumatizado por la terrible experiencia y abandona los Diez Anillos, y Xialing lo sigue seis años después.

### Creando a Iron Man
En 2010, Obadiah Stane, que había estado traficando armas de Industrias Stark a los Diez Anillos, contrata a la célula de Afganistán para atacar un convoy militar estadounidense en el país. Sin el conocimiento de los Diez Anillos, el convoy incluía a un visitante Tony Stark, a quien Stane esperaba que los Diez Anillos mataran para obtener el control de Industrias Stark. La célula de Afganistán captura a Stark con vida y envía un mensaje de video a Stane, exigiendo más dinero. El líder de la célula, Raza, exige que Stark construya un misil Jericho a cambio de su libertad. Sabiendo que Raza no mantendría su palabra, Stark y su compañero cautivo Yinsen construyen un prototipo de armadura motorizada para ayudar en su escape. Los Diez Anillos se enteran de sus planes y atacan su taller; Yinsen se sacrifica para salvar a Stark, quien usa su armadura para derrotar a sus captores y destruir sus armas. A pesar de este contratiempo, los Diez Anillos continuarían trabajando con Stane, eventualmente comprando misiles Jericho para atacar múltiples aldeas, incluida la aldea natal de Yinsen, Gulmira. Stark se pone una versión más elegante y poderosa de su armadura improvisada y vuela a Afganistán, donde salva a los aldeanos de los Diez Anillos. Mientras tanto, Raza y sus hombres pueden salvar los restos del traje prototipo de Stark y reunirse con Stane. Stane traiciona a Raza y hace que sus mercenarios maten a toda la célula de Afganistán, tomando la armadura prototipo para sí mismo.
Poco después de que Stark revela públicamente su identidad como Iron Man, los Diez Anillos ayudan a organizar el viaje de Ivan Vanko a Mónaco para vengarse de Stark.

### Ataques de imitación
En 2012, en un esfuerzo por encubrir las explosiones provocadas por soldados sometidos al programa Extremis, Aldrich Killian y el grupo de expertos Advanced Idea Mechanics (AIM) contrataron al actor inglés Trevor Slattery para interpretar a Wenwu en videos de propaganda que se transmiten al mundo donde él y los Diez Anillos reclaman el crédito por las explosiones. Al poseer un conocimiento limitado de la historia de Wenwu y basarlo solo en las leyendas del hombre, Killian crea la personalidad de "El Mandarín" para Slattery, e incluso usa el título para sí mismo; Slattery es completamente ajeno al verdadero significado de sus acciones, creyendo que solo está protagonizando una película.
Wenwu está indignado por la apropiación de su imagen y organización; Con Killian muerto debido a las acciones de Tony Stark, Wenwu envía al agente de los Diez Anillos, Jackson Norriss, para sacar a Slattery de la prisión y ejecutarlo. Sin embargo, Wenwu se divierte con las actuaciones de Slattery y lo encarcela en su recinto como un "bufón de la corte" para entretenerlo a él y a los Diez Anillos.

### Conociendo a Darren Cross
En 2015, cuando Darren Cross intenta vender los trajes Yellowjacket y Ant-Man, Los Diez Anillos envían a uno de sus agentes como comprador. La trama es frustrada por Scott Lang.

### La próxima trama de los Diez Anillos
En 2024, Wenwu comienza a escuchar la voz de Li y le dice que está atrapada en Ta Lo. Wenwu envía los Diez Anillos para tomar los colgantes que Li les había regalado a sus hijos, Shang-Chi y Xialing. Razor Fist lidera la misión para obtener el colgante de Shang-Chi durante un viaje en autobús en San Francisco. Cuando esa misión fue un éxito, Wenwu envía a sus hombres a tomar el colgante de Xialing en su club de lucha en Macao, lo que conduce a una pelea resultante entre Shang-Chi y Xialing contra los agentes de Ten Rings, liderados por Razor Fist y Death Dealer. Wenwu termina la pelea y se lleva a sus hijos y a la amiga de Shang-Chi, Katy, al recinto de los Diez Anillos.
Una vez allí, explica la situación de Li y usa sus dos colgantes para crear un mapa que revela la ubicación y la hora para ingresar a Ta Lo. Después de revelar algo de la historia de su hijo a Katy, Wenwu revela sus planes para destruir el pueblo después de liberar a Li. Luego encarcela a sus hijos y a Katy cuando se niegan a seguir adelante con su plan. Más tarde, los tres escapan del complejo con Slattery y su hundun compañero Morris para advertir a Ta Lo de los Diez Anillos. En lugar de perseguirlo, Wenwu decide esperar hasta la fecha prevista para invadir Ta Lo.

### Batalla de Ta Lo
Wenwu y los Diez Anillos llegan a Ta Lo para destruir el sello que sujeta a su esposa, lo que provoca una batalla entre los Diez Anillos y los habitantes del pueblo. Guiado por la voz de Li, Wenwu comienza a romper el sello que la retiene en Ta Lo; sin que él lo sepa, Wenwu está siendo manipulado por el Habitante en la Oscuridad, que estaba usando la voz de Li para engañar a Wenwu para que destruyera su sello con sus diez anillos. Al descubrir que sus armas son inútiles contra el Habitante y sus secuaces con uno de estos secuaces matando a Death Dealer, los Diez Anillos forman una tregua con los aldeanos para luchar contra la nueva amenaza. Mientras tanto, Wenwu finalmente se da cuenta de su error y se sacrifica para salvar a Shang-Chi del Habitante al legarle los diez anillos, que Shang-Chi usa para destruir al Habitante. Después de la batalla, los miembros supervivientes de los Diez Anillos y los aldeanos se unen para honrar a los caídos en una ceremonia con farolillos de papel. Shang-Chi aconseja a Xialing que disuelva los Diez Anillos.

### Reestructuración
Después de la muerte de Wenwu, Xialing va en contra del consejo de Shang-Chi y asume el liderazgo de los Diez Anillos, que reestructura para incluir luchadoras en la organización que anteriormente solo estaba compuesta por hombres.

## Versiones alternativas
Una versión alternativa de los Diez Anillos aparece en la serie animada What If...?

### Frustrado por Killmonger
En un 2010 alternativo, Erik "Killmonger" Stevens salva a Tony Stark cuando los Diez Anillos atacan su convoy militar en Afganistán. Habiéndose infiltrado previamente en los Diez Anillos, Killmonger usa su información de su tiempo dentro de la organización para exponer la participación de Obadiah Stane en el ataque, lo que lleva a su arresto.

### Alianza con Hela
En un universo alternativo, Hela es desterrada a la Tierra por Odín por su sed de sangre y despojada de su corona y sus poderes. Wenwu intenta, sin éxito, reclutar a Hela para los Diez Anillos y ella escapa después de no poder robar los anillos. Más tarde, Odín ataca los Diez Anillos, pero Hela viene a rescatarlos después de haber cambiado de opinión mientras estaba en el reino místico de Ta Lo y derrota a Odín, recuperando su corona y el trono de Asgard. Posteriormente, los ejércitos de Asgard y los Diez Anillos se unen para formar un imperio de libertadores para garantizar la libertad en los Nueve Reinos y más allá. Esta fuerza combinada luego viene al rescate de la gente de Gamora mientras Thanos se prepara para masacrarlos.

### Encarcelado por el Doctor Strange
Xu Wenwu y los Diez Anillos de otro universo alternativo se encuentran entre los secuestrados por el Doctor Strange Supremo y encarcelados. Liberados por la Capitana Carter, participan en la batalla entre los prisioneros liberados con Wenwu luchando brevemente contra Black Panther Killmonger. Antes de regresar a su propio universo, Wenwu le da a Kahhori sus anillos para luchar contra el Doctor Strange.

## Marvel Comics
Después de sus apariciones en Marvel Cinematic Universe, la organización Diez Anillos se incorporó a Marvel Comics. La existencia de la organización fue objeto de burlas en Ironheart # 1 (noviembre de 2018), por la escritora Eve Ewing y los artistas Kevin Libranda, Geoffo y Luciano Vecchio e hicieron su debut oficial en el cómic en el siguiente número. A diferencia de las películas, la organización de los Diez Anillos en los cómics no está relacionada con el Mandarín.
Los Diez Anillos son una sociedad secreta que construyó sus principios en torno a la Fuente del Poder. Ironheart se convirtió en su primer objetivo donde es emboscada por dos asesinos que fueron empoderados por la Fuente de Poder. Querían que Ironheart cediera a su poder solo para que Ironheart los atacara. Desaparecen después de la pelea.
Los Diez Anillos envían a Fuego de Medianoche a luchar contra Ironheart para ver si era digna de unirse a ellos. Durante su pelea con Fuego de Medianoche, Ironheart se entera de que los Diez Anillos son una organización terrorista cuyas formas de acciones encubiertas hicieron que algunas personas creyeran que son un mito. Fuego de Medianoche describe su historia con Ironheart e intenta que ella se una a ellos. Ella lo rechaza y su lucha continúa. Los Diez Anillos fueron los responsables de que el concejal Thomas Birch fuera elegido gobernador de Illinois. Para quedar bien para la elección de Birch, Fuego de Medianoche hizo que algunos niños cometieran delitos. Cuando Ironheart aparece para detener a los Diez Anillos, Fuego de Medianoche luchó contra ella y es derrotado. Luego, Fuego de Medianoche y Birch son arrestados por las autoridades.
Los Diez Anillos envían a su agente Eclipse a Chicago para que pueda realizar un rito mágico que transformaría a sus ciudadanos en zombis. Ironheart y Avispa interrumpen el ritual en el Aeropuerto Internacional O'Hare, pero Eclipse se teletransporta lejos.
Ironheart descubre más tarde que su padre, Demetrius "Riri" Williams, había fingido su muerte en un robo en una gasolinera que salió mal y se unió a los Diez Anillos, donde de alguna manera desarrolló la geoquinesis.

## Otras versiones

### Secret Wars(2015)
En Secret Wars, los Diez Anillos son uno de los muchos clanes de artes marciales que residen en la región K'un-L'un de Battleworld, inspirada en wuxia. Los Diez Anillos tienen la máxima autoridad en K'un-L'un debido a su maestro, el Emperador Zheng Zu, ganando el torneo de las Trece Cámaras durante casi 100 años. Los despiadados Diez Anillos son los enemigos jurados de la benévola escuela Iron Fist y sus miembros tienen la capacidad de utilizar diez técnicas de artes marciales basadas en los Anillos del Mandarín.

## En otros medios

### Televisión
En la serie animada Iron Man: Armored Adventures, Xin Zhang, la representación del programa del Mandarín y más tarde su hijastro y sucesor como el Mandarín Gene Khan lideran el Tong. Tong es el nombre de un tipo de organización criminal de inmigrantes chinos en los Estados Unidos.

### Juegos de mesa
En Secret Wars Volumen 2 para Legendary: A Marvel Deck Building Game, hay una adaptación de la versión Battleworld de Zheng Zu como Emperador de K'un-Lun y la escuela Diez Anillos, el nombre del emperador se escribe Zheng Zhu.